# Microsyops
Microsyops — викопний рід примітивних приматоподібних ссавців з вимерлого ряду Plesiadapiformes. Існував впродовж середнього еоцену в Північній Америці. Викопні рештки тварини виявлені на території США у штатах Каліфорнія, Колорадо, Нью-Мексико, Північна Дакота, Техас, Юта, Вайомінг. 

## Опис
Схоже, він мав розвиненіший нюх, ніж інші ранні примати.

## Види
- Microsyops angustidens
- Microsyops annectens
- Microsyops cardiorestes
- Microsyops elegans
- Microsyops knightensis
- Microsyops kratos
- Microsyops latidens
- Microsyops scottianus
- Microsyops vicarius